# Mecanismos da meditação de atenção plena
A atenção plena foi definida em termos psicológicos modernos como "prestar atenção para aspectos relevantes da experiência de uma maneira livre de julgamentos" e manter a atenção na experiência do momento presente com uma atitude aberta e de aceitação. A meditação é uma plataforma usada para alcançar a atenção plena. Ambas as práticas, de atenção plena e de meditação, foram "diretamente inspiradas na tradição budista" e foram amplamente promovidas por Jon Kabat-Zinn. A meditação de atenção plena demonstrou ter um impacto positivo em diversos problemas psiquiátricos, como a depressão, e, portanto, compôs a base de programas de atenção plena, como a terapia cognitiva a base de atenção plena, redução de estresse a base de atenção plena e manejo da dor a base de atenção plena. As aplicações da meditação de atenção plena são bem estabelecidas, porém, os mecanismos subjacentes a essa prática ainda não são inteiramente compreendidos. Muitos exames e estudos em soldados com TEPT demonstraram resultados positivos tremendos na diminuição dos níveis de estresse e na capacidade de lidar com problemas do passado, abrindo o caminho para que mais exames e estudos normalizem e aceitem a meditação e pesquisas baseadas na atenção plena, não somente para soldados com TEPT, mas com inúmeras incapacidades ou deficiências mentais.

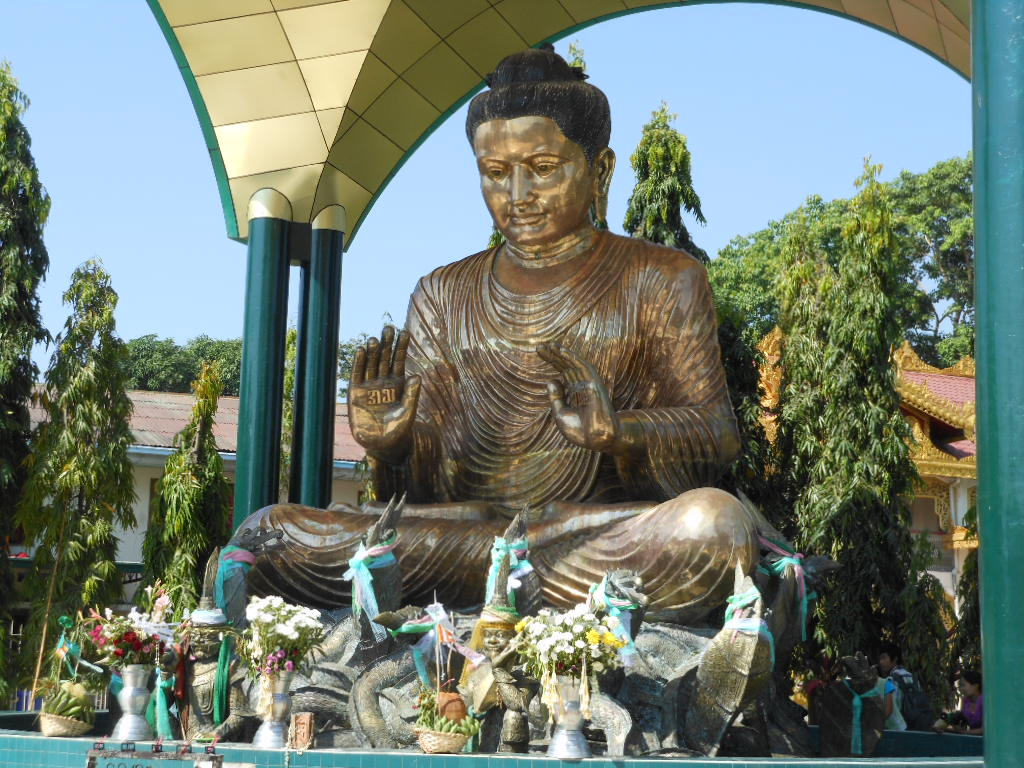
Meditação de atenção plena

Quatro componentes da meditação de atenção plena foram propostos para descrever grande parte do mecanismo de ação pelo qual ela pode funcionar: regulação da atenção, consciência corporal, regulação emocional e mudança na perspectiva própria. Todos os componentes descritos acima são interconectados. Por exemplo, quando uma pessoa é acionada por um estímulo externo, o sistema de atenção executiva tenta manter um estado pleno. Também há uma consciência corporal acentuada, como batimento cardíaco acelerado que acarreta uma resposta emocional. A resposta é então regulada para que ela não se torne habitual, mas constantemente mude na experiência de momento para momento. Isso, eventualmente, leva a uma mudança na perspectiva própria.

## Regulação da atenção

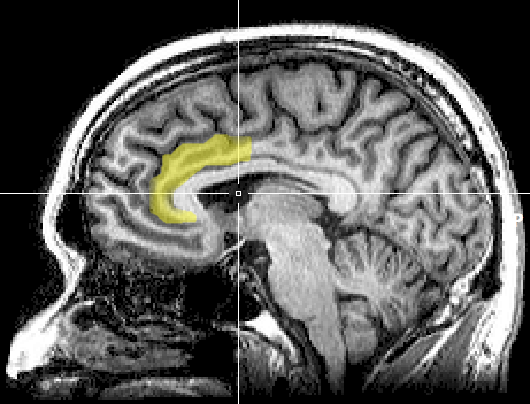
Córtex cingulado anterior

A regulação da atenção é a atividade de focar a atenção em um objeto, reconhecer quaisquer distrações e, em seguida, retornar o seu foco de volta para o objeto. Algumas evidências para os mecanismos responsáveis pela regulação da atenção durante a meditação de atenção plena são dispostas abaixo.
- Meditadores de atenção plena mostraram maior ativação do córtex cingulado anterior rostral (AAC) e córtex pré-frontal medial dorsal (MPFC).[6] Isso sugere que meditadores têm um processamento de conflito/distração mais forte e são mais engajados na regulação emocional. Porém, na medida em que os meditadores se tornam mais eficientes na atenção focada, a regulação se torna desnecessária e, consequentemente, diminui a ativação do AAC a longo prazo.[7]
- A espessura cortical no AAC dorsal foi, também, verificada como sendo maior na substância cinzenta de meditadores experientes.[8]
- Há um um ritmo theta na linha média frontal aumentado, que é relacionado com atividades que exigem atenção e acredita-se ser um indicador da ativação do ACC.[9] O ritmo theta na linha média alto foi associado com a menor pontuação de ansiedade na Manifest Anxiety Scale (MAS), a maior pontuação na escala extrovertida do Maudsley Personality Inventory (MPI) e a menor pontuação na escala neurótica do MPI.[10]

O AAC detecta informação conflituosa proveniente de distrações. Quando uma pessoa é apresentada a um estímulo conflituoso, o cérebro inicialmente processa o estímulo incorretamente. Isso é conhecido como negatividade relacionada ao erro (ERN). Antes da ERN chegar a um limite, o conflito correto é detectado pelo N2 frontocentral. Após a correção, o AAC rostral é ativado e permite a atenção executiva ao estímulo correto. Portanto, a meditação de atenção plena poderia, potencialmente, ser um método para o tratamento de distúrbios relacionados à atenção, como o TDAH e o transtorno bipolar.

## Consciência corporal

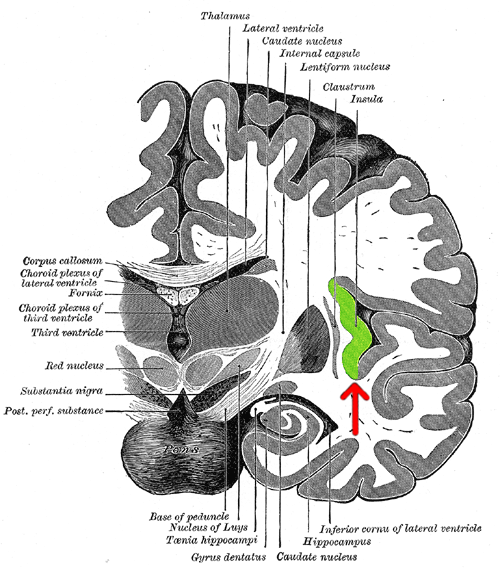
Substância cinzenta & ínsula

A consciência corporal refere-se a focar em um objeto/atividade dentro do corpo, como a respiração. De uma entrevista qualitativa com dez meditadores de atenção plena, algumas das respostas seguintes foram observadas: "Quando eu estou caminhando, eu conscientemente percebo as sensações do meu corpo se mexendo" e "Eu percebo como comidas e bebidas afetam os meus pensamentos, sensações corporais, e emoções". Os dois possíveis mecanismos pelos quais um meditador de atenção plena pode experienciar a consciência corporal são discutidos abaixo.
- Meditadores mostraram uma espessura cortical maior[13] e uma maior concentração de substância cinzenta na ínsula anterior direita.[14]
- Por outro lado, sujeitos submetidos a 8 semanas de treinamento de atenção plena não mostraram mudanças significativas na concentração de substância cinzenta na ínsula, mas sim um aumento na concentração de substância cinzenta na junção temporoparietal.[15]

A ínsula é responsável pela consciência a estímulos e a espessura de sua substância cinzenta é correlacionada à precisão e detecção dos estímulos pelo sistema nervoso. Evidências qualitativas sugerem que a meditação de atenção plena impacta a consciência corporal, porém, esse componente não é bem caracterizado.

## Regulação emocional
As emoções podem ser reguladas cognitivamente ou comportamentalmente. A regulação cognitiva (em termos de meditação de atenção plena) significa ter controle sobre dar atenção a um determinado estímulo ou por mudar a resposta a aquele estímulo. A mudança cognitiva é alcançada através de reavaliação (interpretar o estímulo de uma maneira mais positiva) e extinção (revertendo a resposta ao estímulo). A regulamentação comportamental refere-se a inibir a expressão de certos comportamentos em resposta a um estímulo. Pesquisas sugerem dois mecanismos principais pelos quais a meditação de atenção plena influencia a resposta emocional a um estímulo.
- A meditação de atenção plena regula as emoções por meio da ativação aumentada do PFC dorso-medial e do AAC rostral.[6]
- A ativação aumentada do PFC ventrolateral pode regular as emoções por diminuir a atividade da amígdala.[18][19][20] Isso também foi previsto por um estudo que observou o efeito do humor/atitude de uma pessoa durante a atenção plena na ativação cerebral.[21]

O córtex pré-frontal lateral (lPFC) é importante para a atenção seletiva, enquanto o córtex pré-frontal ventral (vPFC) é envolvido na inibição de uma resposta. Como foi mencionado anteriormente, o córtex cingulado anterior (AAC) foi destacado por manter a atenção em um estímulo. A amígdala é responsável por gerar emoções. Acredita-se que a meditação de atenção plena é capaz de regular pensamentos negativos e diminuir a reatividade emocional através dessas regiões do cérebro. Déficits de regulação emocional foram destacados em distúrbios como transtorno de personalidade borderline e depressão. Esses déficits foram associados com a redução da ativação pré-frontal e o aumento da atividade da amígdala, que a meditação de atenção plena pode ser capaz de atenuar.

## Dor
Sabe-se que a dor ativa as seguintes regiões do cérebro: o córtex cingulado anterior, a ínsula anterior/posterior, os córtices somatossensoriais primários/secundários e o tálamo.
A meditação de atenção plena pode fornecer diversos métodos pelos quais uma pessoa pode conscientemente regular a dor.
- Brown e Jones relataram que a meditação de atenção plena diminuiu a antecipação de dor no córtex parietal direito e no córtex cingulado do médio. A meditação de atenção plena também aumentou a atividade do córtex cingulado anterior (AAC) e do córtex pré-frontal ventromedial (vm-PFC). Já que o vmPFC é envolvido na inibição de respostas emocionais a estímulos, concluiu-se que a antecipação à dor foi reduzida por controle cognitivo e emocional.[25]
- Outro estudo por Grant revelou que meditadores demonstraram maior ativação da ínsula, do tálamo e do córtex cingulado do meio e, ao mesmo tempo, menor ativação das regiões responsáveis pelo controle emocional (PFC medial, OFC e amígdala). Acredita-se que os meditadores estavam em um estado mental que lhes permitiu prestar muita atenção às entradas sensoriais dos estímulos e, simultaneamente, inibir qualquer avaliação ou reatividade emocional.[8]

Brown e Jones relataram que os meditadores não mostraram nenhuma diferença na sensibilidade à dor, mas sim na antecipação da dor. Porém, a pesquisa de Grant demonstrou que os meditadores experienciaram menor sensibilidade à dor. Esses estudos conflituosos ilustram que o mecanismo exato pode variar de acordo com com o nível de experiência ou a técnica de meditação.